# Andoins
Andoins település Franciaországban, Pyrénées-Atlantiques megyében. Lakosainak száma 724 fő (2022. január 1.). Andoins Sendets, Artigueloutan, Espéchède, Limendous, Morlaàs, Nousty és Ouillon községekkel határos.

## Népesség
A település népességének változása:
| Lakosok száma | 628  | 621  | 619  | 649  | 637  | 650  | 662  | 675  | 704  | 724  |
|               | 2010 | 2013 | 2015 | 2016 | 2017 | 2018 | 2019 | 2020 | 2021 | 2022 |